# 상원 (명절)
상원(上元)은 음력 1월 15일로,'상원'은 도교적인 명칭으로, 삼원(상원, 중원, 하원) 중 첫 번째이다. 원소절의 원(元)은 첫 번째로 정월을 나타내고, 소(宵)는 밤의 고어로 정월 보름날 밤이라는 뜻이다. 원월(元月), 원석(元夕), 원야(元夜), 원절(元節)이라고도 하고, 등불을 내다 거는 날이라는 뜻에서 등절(燈節), 등화절(燈火節), 등롱절(燈籠節), 등석(燈夕)이라 부르기도 한다.

## 한국의 풍습
한국에서는 달은 음에 해당하여 여성으로 본다. 달은 여신, 땅으로 표상되며 여신은 만물을 낳는 지모신으로 출산하는 힘을 가졌다고 여겼다. 달은 풍요로움의 상징이었다. 한국에서는 대보름을 설과 같은 중요한 명절로 여겼다. 지방마다 차이가 있지만 대개 대보름날 자정을 전후로 마을의 평안을 비는 마을 제사를 지냈다. 전남 해남의 도둑잡이굿, 전남 완도 장보고당제, 전남 보성 벌교갯제, 충남 연기 전의장승제, 전북 고창 오거리당산제, 경북 안동 도산부인당제, 경북 안동 마령동별신제, 강원도 삼천 억던 남근제, 전북 김제 마현당제가 있다.

## 중국의 풍습
- 콩죽을 만들어 문에 제사지낸다.
- 대보름을 전후한 밤에 화려하게 그림이 그려진 등불을 밝힌다.
- 아이들은 폭죽을 터뜨리기도 한다.

## 일본의 풍습
- '고쇼우가츠(小正月)'라고 부르며, 팥죽을 쑤어 먹는다.

## 같이 보기
- 설날
- 쥐불놀이
- 부럼깨기
- 달집태우기
- 보름달
- 추석